# مختصر حقوق خانواده
مختصر حقوق خانواده نام کتابی به قلم سید حسین صفایی و اسدالله امامی است. این کتاب جزو دروس دانشگاهی و از منابع کارشناسی ارشد و دکتری رشته حقوق می‌باشد. این کتاب در زمستان ۱۳۹۸ با تجدید نظر کامل و انطباق متن آن با آخرین ویرایش‌ها و تحولات حقوق خانواده تجدیدچاپ شد.

## ساختار
ساختار این کتاب به صورت اجمالی عبارت است از:
- باب اول: ازدواج
  - فصل یکم: خواستگاری و نامزدی
  - فصل دوم: شرایط ازدواج
  - فصل سوم: موانع ازدواج
  - فصل چهارم: آثار ازدواج
- باب دوم: انحلال ازدواج
  - فصل یکم: فسخ ازدواج
  - فصل دوم: طلاق
- باب سوم: قرابت و نسب
  - فصل یکم: قرابت
  - فصل دوم: نسب[۷]

## تجدید چاپ
این کتاب در سال ۱۳۹۸ برای پنجاه و دومین مرتبه تجدید چاپ شد.